# Rassemblement National Populaire
Rassemblement National Populaire («Unión Nacional Popular») fue un partido político francés de ideología fascista, colaboracionista con la ocupación nazi liderado por el antiguo socialista Marcel Déat.

## Historia
Fue fundado en febrero de 1941 por el antiguo socialista Marcel Déat. Déat, que explicó la doctrina nacional socialista del partido como una evolución lógica del neosocialismo, perseguía la creación de un partido único, uniendo a todos los partidos colaboracionistas. En sus comienzos incluyó en su comité central a figuras como Jean Goy y Eugène Deloncle, antiguo líder de la Cagoule.